# Alex Yoong
Alex Yoong, född 20 juli 1976 i Kuala Lumpur, är en malaysisk racerförare. 

## Racingkarriär
Yoong började med racing i Formel Asia och vann sitt första lopp i Kina 1994. Året därefter vann han åtta lopp och beslöt att åka till Storbritannien och försöka förverkliga sin dröm om en plats i formel 1. Han började tävla i brittiska Formel Renault, fortsatte i formel 3 för Alan Docking Racing och senare även i formel 3000. Yoong kraschade svårt under ett internationellt mästerskapslopp 1999 på Spa-Francorchamps i Belgien. Han återkom till internationell racing 2001 och körde då för Le Mans Company i Formel Nippon-mästerskapet i Japan. 
Med stöd från det statliga malaysiska lotteribolaget Magnum fick Yoong köra de tre avslutande formel 1-loppen för Minardi 2001. Han kontrakterades sedan för hela säsongen 2002 men ersattes under ett par lopp av Anthony Davidson. Yoong återkom och körde resten av säsongen men fick därefter lämna stallet.
Alex Yoong är den förste malaysiern och också den förste etniske kinesen som tävlat i formel 1.

## F1-karriär
| Säsong | Stall/Tillverkare | Poäng | Placering |
| ------ | ----------------- | ----- | --------- |
| 2001   | Minardi-European  | 0     | –         |
| 2002   | Minardi-Asiatech  | 0     | –         |